# Bahnhof Bad Langensalza
Der Bahnhof Bad Langensalza ist ein Trennungsbahnhof in Bad Langensalza an der Bahnstrecke Gotha–Leinefelde und der Nebenbahn Kühnhausen–Bad Langensalza. Die bis 1970 verkehrende Kleinbahn Bad Langensalza–Haussömmern nutzte den gegenüber dem Staatsbahnhof liegenden Bahnhof Langensalza Süd.
Der Bahnhof wird durch ein elektronisches Stellwerk gesteuert. Mit Punktförmiger Zugbeeinflussung (PZB) ist er seit 2002 ausgestattet.
In der Nähe des Bahnhofes liegt ein Busbahnhof.

## Verkehrsanbindung
Im Fahrplanjahr 2023/2024 wird der Bahnhof von folgenden Linien bedient:
| Linie | Linienverlauf | Takt    | EVU             |
| ----- | --- | ------- | --------------- |
| RE 1  | Göttingen – Leinefelde – Mühlhausen – Bad Langensalza – Gotha – Erfurt – Jena-Göschwitz – Gera – Gößnitz – Glauchau | 120 min | DB Regio Südost |
| RE 2  | Kassel-Wilhelmshöhe – Eichenberg – Leinefelde – Mühlhausen – Bad Langensalza – Kühnhausen – Erfurt                  | 120 min | DB Regio Südost |
| RB 52 | Leinefelde – Silberhausen – Mühlhausen – Bad Langensalza – Kühnhausen – Erfurt                                      | 120 min | DB Regio Südost |

## Heutige Situation
Das Bahnhofsgebäude steht leer (Stand 2019) und ist deutlichem Vandalismus ausgesetzt.